# Speikern
Speikern ist ein Gemeindeteil der Gemeinde Neunkirchen am Sand im Landkreis Nürnberger Land (Mittelfranken, Bayern). Die Gemarkung Speikern hat eine Fläche von 4,024 km². Sie ist in 1497 Flurstücke aufgeteilt, die eine durchschnittliche Flurstücksfläche von 2688,01 m² haben.

## Lage
Das Dorf liegt an der Schnaittach. Im Süden verläuft die Bahnstrecke Neunkirchen a Sand–Simmelsdorf-Hüttenbach; Speikern hat einen Haltepunkt. Die Staatsstraße 2236 führt zu einer Anschlussstelle der Bundesstraße 14 bei Bräunleinsberg (1 km südlich) bzw. nach Rollhofen (1,5 km nördlich). Die Kreisstraße LAU 20 führt nach Neunkirchen zur Staatsstraße 2241 (1,6 km westlich). Eine Gemeindeverbindungsstraße führt nach Kersbach zur Kreisstraße LAU 9 (1,7 km nordöstlich).
Durch den Ort verläuft der Fränkische Marienweg.

## Geschichte
Speikern wurde am 23. April 1289 erstmals urkundlich erwähnt. Es ist anzunehmen, dass der aus dem Lateinischen stammende Ortsname (spicarium = Speicher, Scheune) durch die vielen Getreidescheunen entstand.
1962 wurde bei archäologischen Grabungen eine keltische Tonfigur, das Speikerner Reiterlein, entdeckt, das den Ort weithin bekannt machte. Nach Jahren der Selbstverwaltung wurde Speikern 1972 in die Gemeinde Neunkirchen am Sand eingegliedert.

## Kultur
Im Zentrum von Speikern steht die Kapelle St. Florian.
Ebenfalls in der Ortsmitte befindet sich das Museum Fränkische Hopfenscheune.
Jährlich im September findet zur Zeit der Hopfenernte das Speikerner Hopfenfest statt.

## Infrastruktur

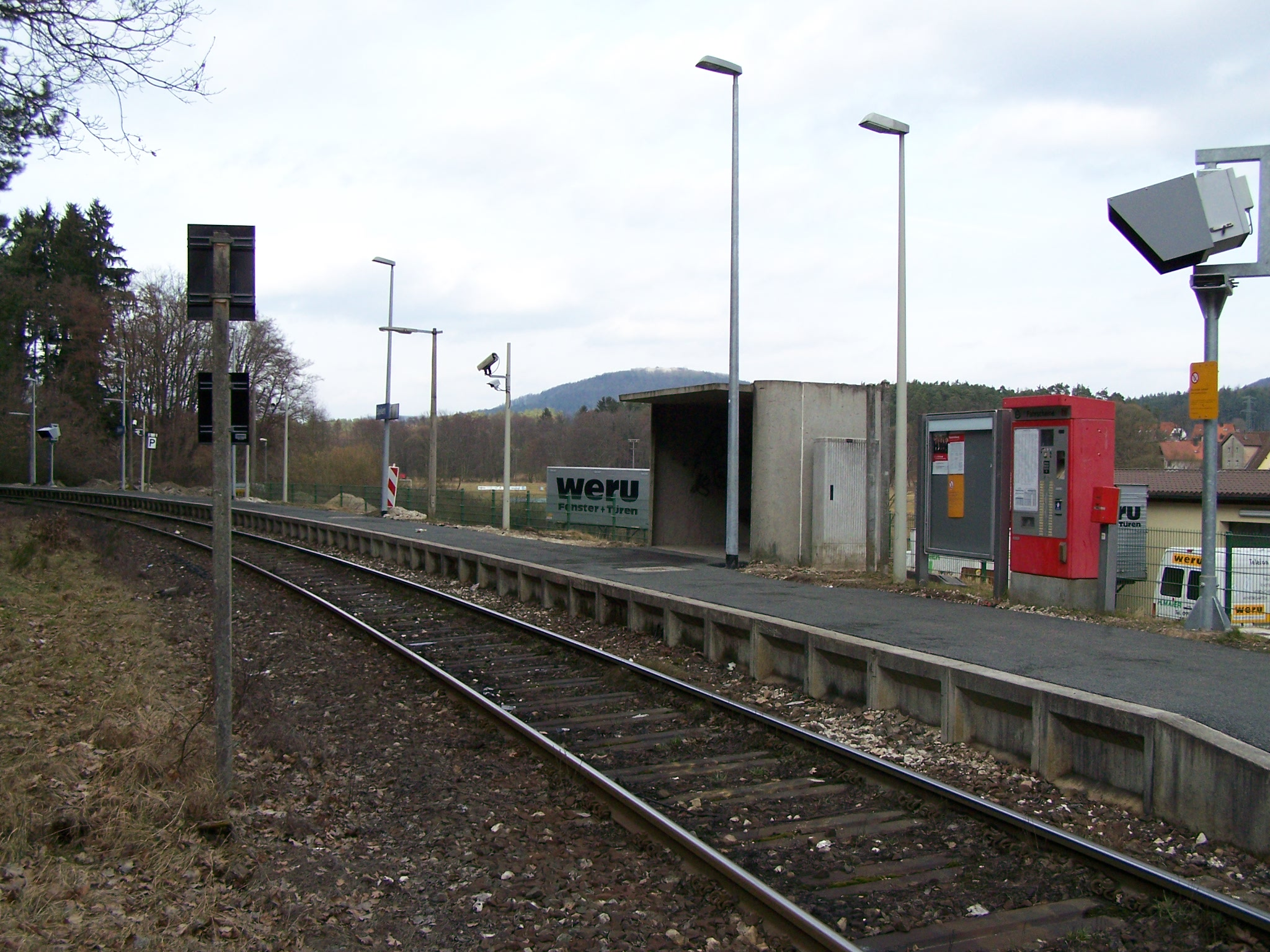
Haltepunkt Speikern

In Speikern gibt es einen Kindergarten sowie eine Freiwillige Feuerwehr.
Des Weiteren befindet sich das Sportgelände sowie das Vereinsheim des gemeindeangehörigen Vereins SpVgg Neunkirchen-Speikern-Rollhofen in diesem Gemeindeteil. Speikern hat einen Haltepunkt an der Bahnstrecke Neunkirchen a Sand–Simmelsdorf-Hüttenbach, der stündlich durch die Linie RB 31 bedient wird.

## Söhne und Töchter der Gemeinde
- Kunigunde Fischer (1882–1967), deutsche Politikerin (SPD)